# 김지혜 (프로게이머)
김지혜(金智慧, 1982년 1월 9일 ~ )는 대한민국의 스타크래프트 프로게이머이다. 2003년경 은퇴. 2002년에는 KTF 매직엔스 소속으로 활약한 바 있다.

## 경력
- 2002년 11월 28일 ghem TV 스타리그 특별전에서 남성 프로게이머인 나경보를 상대로 승리한 적이 있다.[1] 당시 나경보는 KTF 나지트배 우승자였기 때문에 큰 이변으로 취급되어 기사화되었다.[1]
- 제6회 대회까지 치러졌던 ghem TV 스타리그 여성부 대회에서 2회 우승하였다.

### 여성부 대회
- 제1차 ghem TV 스타리그 여성부 16강 (vs 서순애 0:1 패)
- 제2차 ghem TV 스타리그 여성부 우승 (준우승 김가을)
- 제3차 ghem TV 스타리그 여성부 우승 (준우승 김영미)

### 기타 대회
- 2회 KGL리그 여성부 우승
- 2000 롯데리아배 여성최강 스타리그 8강
- 2000 KIGL 하계리그, 동계리그 정규리그 우승
- 2000 KIGL 추계리그, 동계리그 결선대회 준우승
- 2000 KIGL 왕중왕전 여성부 준우승
- 2000 KIGL 여성부 통산 승률 1위, 통산 다승 2위
- iTV 서바이벌 리그 2위

## 기타
- 2002년 당시 KTF 매직엔스 소속으로 대회에 출전하였지만, 대다수의 여성 프로게이머가 그랬듯이 전업 프로게이머는 아니었다.[1] 기사에 따르면 어느 웹사이트를 운영하는 회사에 프로그래머로 입사하여 직장생활을 하는 중이었다고 한다.[1]